# Enzo Paleni
Enzo Paleni (Aix-en-Provence, 30 mei 2002) is een Frans wegwielrenner die anno 2023 rijdt voor Groupama-FDJ. 

## Overwinningen
2019
Etappe 2a (TTT) Aubel–Thimister–Stavelot
2022
  Eindklassement Triptyque des Monts et Châteaux
 Bergklassement Ronde van de Mirabelle

## Resultaten in voornaamste wedstrijden
| Jaar | Ronde van Italië | Ronde van Frankrijk | Ronde van Spanje |
| ---- | ---------------- | ------------------- | ---------------- |
| 2024 | 56e              |                     |                  |
| 2025 | 112e             |                     |                  |

| Jaar | Ronde van Lombardije |
| ---- | -------------------- |
| 2024 | 90e                  |
| 2025 |                      |

### Resultaten in kleinere rondes
| Jaar | Tour Down Under | Parijs-Nice | Ronde van Catalonië | Ronde van Romandië |
| ---- | --------------- | ----------- | ------------------- | ------------------ |
| 2023 |                 |             |                     | 62e                |
| 2024 | 70e             |             | opgave              | 56e                |
| 2025 |                 | 90e         | 79e                 | 83e                |

## Ploegen
- 2021 –  Equipe continentale Groupama-FDJ
- 2022 –  Equipe continentale Groupama-FDJ
- 2023 –  Groupama-FDJ
- 2024 –  Groupama-FDJ
- 2025 –  Groupama-FDJ

Armirail · Askey · Davy · Démare (tot 31/7) · Gaudu · Geniets · Germani · Grégoire · Konovalovas · Küng · Ladagnous · Le Gac · Lienhard · Madouas · Martinez · Molard · Pacher · Paleni · Penhoët · Pinot · Pithie · Scotson · Stewart · Storer · Thompson · van den Berg · Watson · Welten
Askey · Barthe · Bystrøm · Davy · Gaudu · Geniets · Germani · Grégoire · Gruel (vanaf 1/3) · Konovalovas · Küng · Le Gac · Le Huitouze · Lienhard · Madouas · Martinez · Molard · Pacher · Paleni · Penhoët · Pithie · Rochas · Russo · Sarreau · Thompson · van den Berg · Walls · Watson